# Ipaumirim
Ipaumirim è un comune del Brasile nello Stato del Ceará, parte della mesoregione del Centro-Sul Cearense e della microregione di Lavras da Mangabeira.